# ThreadX
Eclipse ThreadX, или ThreadX (с 2019 по 2023 год — Azure RTOS) — это операционная система реального времени (ОСРВ), впервые представленная компанией Express Logic в 1997 году.

## История
ThreadX была разработана в 1997 году генеральным директором Express Logic Уильямом Лэми, который также создал ОСРВ Nucleus и PX5. 
18 апреля 2019 года Microsoft выкупила ThreadX и переименовала её в Azure RTOS.
21 ноября 2023 года Microsoft объявила, что Azure RTOS будет передана компании Eclipse Foundation и станет доступна по свободной лицензии MIT. После перехода в Eclipse Foundation Azure RTOS была переименована в Eclipse ThreadX, или ThreadX.

## Описание
Название ThreadX происходит от потоков, которые используются в качестве исполняемых элементов, а X обозначает переключение потоков.
ThreadX поддерживает среды с Многоядерными процессорами посредством асимметричной многопроцессорной обработки или симметричной многопроцессорной обработки.

## Применение
- Небольшие носимые устройства — например, кнопочные мобильные телефоны.
- Струйные принтеры Hewlett-Packard.
- Космический аппарат NASA Deep Impact.
- В одноплатных компьютерах Raspberry Pi ThreadX используется для загрузки вторичных операционных систем, таких как Linux.